# Euxoa leucopterota
Euxoa leucopterota är en fjärilsart som beskrevs av Mcdunnough 1946. Euxoa leucopterota ingår i släktet Euxoa och familjen nattflyn. Inga underarter finns listade i Catalogue of Life.